# Stockton (Géorgie)
Pour les articles homonymes, voir Stockton.
Stockton est une census-designated place située dans le comté de Lanier, dans l’État de Géorgie, aux États-Unis. Lors du recensement de 2020, elle comptait 135 habitants.